# Wilf Ibbotson
Wilfred Ibbotson (1 tháng 10 năm 1926-2014) là một cầu thủ bóng đá người Anh thi đấu ở Football League cho Mansfield Town và Sheffield Wednesday.